# 米东南路街道
米东南路街道，又省作南路街道是中华人民共和国新疆维吾尔自治区乌鲁木齐市米东区下辖的一个街道办事处。
建于1998年4月，原为友好路街道办事处。2010年6月改名为米东南路街道办事处。

## 行政区划
米东南路街道下辖以下村级行政区划单位：
小水渠社区、虹桥社区、兴业社区、龙泉社区、同心社区、众和社区和常乐社区。